# 終のすみか
『終のすみか』（ついのすみか）は、1999年10月16日21:00 - 22:15に『NHKドラマ館』で放送された単発ドラマである。

## 概要
第54回文化庁芸術祭参加作品である。第39回日本テレビ技術賞奨励賞（録音部門）を受賞した。
阪神・淡路大震災から3年後。自宅マンションが半壊した関係で神戸の仮設住宅に住んでいる、主人公一家（2人の息子とその両親）を中心とした人間模様を描く。
放送ライブラリーで作品が公開されている。

## 出演
山本家
- 山本祐司：茂山宗彦
- 山本庄司：茂山逸平（演・ナレーション）
- 山本司郎：段田安則
- 山本佳菜子：田中好子

その他
- 鈴木冬子：岡本綾
- 桜井源太郎：夢路いとし
- 佐川満男
- 津島道子
- 松本麻希
- 向井薫
- 須永克彦
- 松谷令子
- 小寺弘之
- 稲森誠
- 塩崎綾

## スタッフ
- 作 - 大石静[1][2]
- 音楽 - 牟岐礼[2]
- ことば指導 - 田中恵理[2]
- 擬斗 - 浅井宏樹[2]
- 制作統括 - 木田幸紀[1][2]
- 美術 - 堀内裕[1][2]
- 技術・撮影 - 松本剛[1][2]
- 音響効果 - 加藤正孝[1][2]
- 照明 - 中村正則[2]
- 音声 - 森俊郎[2]
- 映像技術 - 高橋佳宏[2]
- 編集 - 梛川泰子[2]
- 演出 - 長沖渉[1][2]
- エンディングテーマ - 中島みゆき「孤独の肖像1st.」